# Diachasmimorpha thailandica
Diachasmimorpha thailandica är en stekelart som beskrevs av Fischer 1999. Diachasmimorpha thailandica ingår i släktet Diachasmimorpha och familjen bracksteklar. Inga underarter finns listade i Catalogue of Life.